# Граф Нортумберленд
Граф Нортумберленд (англ. Earl of Northumberland) — английский дворянский титул, который давал своему обладателю статус пэра Англии. Данный титул заменил ранее существовавший титул «граф Нортумбрии». Наиболее известные графы Нортумберленда происходили из рода Перси. Позже был создан титул «герцог Нортумберленд», который включает и графский титул.

## История
После нормандского завоевания Англии существовал титул графа Нортумбрии, но в конце XI века он исчез. Территория графства Нортумбрия позднее была разделена между графствами Нортумберленд, Йоркшир и Дарем, а западные области вошли в состав графств Камберленд и Уэстморленд.
В XIV веке значительно возвысился род Перси, центром владений которых был замок Алник. Один из представителей этого рода, Генри Перси, 4-й барон Перси из Алника, который по матери был родственником английских королей, в 1377 году во время коронации Ричарда II получит титул графа Нортумберленда. После свержения Ричарда II Перси в 1403 году восстали против нового короля, Генриха IV. Восстание возглавили сын 1-го графа Нортумберленда Генри Хотспер и младший брат графа Томас Перси, граф Вустер. Они планировали присоединиться к восстанию Оуайна Глиндура в Уэльсе. Восстание оказалось неудачным и 21 июля 1403 года в битве при Шрусбери королевская армия разбила восставших, Хотспер и граф Вустер погибли. Граф Нортумберленд в битве не участвовал, поэтому ему удалось избежать обвинения в измене. В 1405 году он присоединился к Глиндуру, но 29 мая его армия оказалась разбита в битве у Шиптон-Мура, сам граф Нортумберленд бежал в Шотландию, откуда перебрался во Францию. Все его владения и титулы были конфискованы, он погиб в 1408 году во время вторжения в Англию.
Наследником первого графа был его внук, Генри Перси, сын Хотспера, который жил в Шотландии. После смерти Генриха IV он предъявил права на наследство деда, и в 1416 году король Генрих V восстановил титул графа Нортумберленда. Перси с этого момента были верными сторонниками Ланкастеров, поддерживая их во время войны Алой и Белой розы. Несколько представителей рода погибли во время этой войны. 2-й граф Нортумберленд погиб в 1455 году в первой битве при Сент-Олбансе, его старший сын и наследник, Генри Перси, 3-й граф Нортумберленд, погиб в битве при Таутоне. Его наследник, Генри Перси, в этой же битве попал в плен к йоркистскому королю Эдуарду IV и до 1469 года пробыл в заключении, владения и титулы Перси были конфискованы.
В 1465 году Эдуард IV передал титул графа Нортумберленда сэру Джону Невиллу, младшему брату графа Уорика («Делателя королей»). В 1469 году Генри Перси принёс вассальную присягу королю Эдуарду IV, после чего получил свободу. В результате Джону Невиллу в 1470 году пришлось отказаться от титула графа Нортумберленда, получив взамен титул маркиза Монтегю. Впрочем Генри Перси титул был возвращён только в 1473. Он служил Эдуарду IV и Ричарду III. В битве при Босворте он командовал резервом йоркистов, однако в битву так и не вступил. Армия Ричарда III была разбита, а сам он убит. Новый король, Генрих VII, заключил Перси под стражу, но через несколько месяцев Перси присягнул Генриху VII и был выпущен, владения и титулы ему сохранили.
Генри Перси, 6-й граф Нортумберленд, умер в 1537 году, не оставив наследников. Поскольку его брат Томас Перси был казнён за участие в «Благодатном паломничестве», католическом восстании против короля Генриха VIII, то его дети оказались лишены права наследования и титул графа Нортумберленда был объявлен угасшим.
В 1551 году был создан титул герцога Нортумберленда для Джона Дадли, графа Уорика, который с 1549 года был регентом Англии при малолетнем Эдуарде VI. После смерти Эдуарда он пытался возвести на престол Джейн Грей, на которой женил своего сына Гилфорда, но неудачно. Королевой стала Мария Тюдор, сестра Эдуарда VI, Джон Дадли был казнён, а его титулы конфискованы.
Мария вернула владения Перси Томасу, племяннику 6-го графа, а в 1557 году восстановила для него и титул графа Нортумберленда. За участие в католическом заговоре против Елизаветы I он был казнён, его владения и титул унаследовал брат Генри Перси. Он также участвовал в заговоре, но вымолил у королевы прощение, после чего был выпущен, отделавшись штрафом. Позже он оказался замешан в заговоре с целью освобождения Марии Стюарт, был заключён в Тауэр, где или покончил жизнь самоубийством, или был убит.
Наследовал ему старший сын Генри Перси. В 1605 году он оказался замешан в Пороховом заговоре против короля Якова I. Заговор был раскрыт, а сам граф Нортумберленд — заключён в Тауэр, где провёл 17 лет, а также был вынужден заплатить огромный штраф. Его наследник, Элджернон Перси, был в оппозиции к королю Карлу I. Он принадлежал к пресвитерианам, был избран в правительственный комитет парламента, но высказался против осуждения Карла I. После смерти Оливера Кромвеля он участвовал в реставрации Карла II. Со смертью в 1670 году его сына, Джоселина Перси, не оставившего сыновей, титул графа Нортумберленда угас.
Карл II в 1674 году восстановил титул графа Нортумберленда для своего незаконнорождённого сына Джорджа Фицроя. В 1683 году он получил ещё и титул герцога Нортумберленда. Однако наследников он не оставил, и после его смерти в 1716 году титул угас.
Дочь последнего графа Нортумберленда из рода Перси, Елизавета, вышла замуж за Чарльза Сеймура, 6-го герцога Сомерсета. Её сын Элджернон Сеймур, 7-й герцог Сомерсет, в 1722 год получил титул барона Перси, а в 1749 году — титул графа Нортумберленда. Его единственный сын умер раньше отца, поэтому после смерти Элджернон в 1750 году владения и титул графа Нортумберленда унаследовал его зять, сэр Хью Смитсон, приняв при этом родовое прозвание Перси. В 1766 году он получил титул герцога Нортумберленда. Его потомки, герцоги Нортумберленд, носят в качестве младшего титула и титул графа Нортумберленда.

## Список графов Нортумберленд

### Граф Нортумберленд, 1-я креация (1377)
- 1377—1405: Генри Перси (10 ноября 1341 — 19 февраля 1408), 4-й барон Перси из Алника в 1368—1405, 1-й граф Нортумберленд в 1377—1405, лорд-констебль Англии в 1377—1403, король острова Мэн в 1399—1405[2]

### Граф Нортумберленд, 2-я креация (1416)
- 1416—1455: Генри Перси (3 февраля 1393 — 22 мая 1455), 2-й граф Нортумберленд и 5-й барон Перси из Алника с 1416, внук предыдущего[3]
- 1455—1461: Генри Перси (25 июля 1421 — 29 марта 1461), 3-й граф Нортумберленд и 6-й барон Перси из Алника с 1455, сын предыдущего[4]

### Граф Нортумберленд, 3-я креация (1465)
- 1465—1470: Джон Невилл (ок. 1431 — 14 апреля 1471), 1-й граф Нортумберленд в 1465—1470, 1-й маркиз Монтегю с 1470[5]

### Граф Нортумберленд, 2-я креация (1416, восстановлена)
- 1473—1489: Генри Перси (ок. 1449 — 28 апреля 1489), 4-й граф Нортумберленд и 7-й барон Перси из Алника с 1473, сын 3-го графа[6]
- 1489—1527: Генри Элджернон Перси (13 января 1477/1478 — 19 мая 1527), 5-й граф Нортумберленд и 8-й барон Перси из Алника с 1489, сын предыдущего[7]
- 1527—1537: Генри Перси (ок. 1502 — 30 января 1537), 6-й граф Нортумберленд и 9-й барон Перси из Алника с 1527, сын предыдущего[8]

### Граф Нортумберленд, 4-я креация (1557)
- 1557—1572: Томас Перси (ок. 1528 — 22 августа 1572), 1/7-й граф Нортумберленд и 1/10-й барон Перси с 1557, племянник предыдущего[9]
- 1572—1585: Генри Перси (ум. 21 июня 1585), 2/8-й граф Нортумберленд и 2/11-й барон Перси с 1572, брат предыдущего[10]
- 1585—1632: Генри Перси (27 апреля 1564 — 5 ноября 1632), 3/9-й граф Нортумберленд и 3/12-й барон Перси из Алника с 1585, сын предыдущего[11]
- 1632—1668: Элджернон Перси (13 октября 1602 — 13 октября 1668), 4/10-й граф Нортумберленд и 4/10-й барон Перси с 1632, сын предыдущего[12]
- 1668—1670: Джоселин Перси (4 июля 1644 — 21 мая 1670), 5/11-й граф Нортумберленд и 5/14-й барон Перси с 1668, сын предыдущего[13]

### Граф Нортумберленд, 5-я креация (1674)
- 1674—1716: Джордж Фицрой (28 октября 1665 — 28 июня 1716), 1-й граф Нортумберленд и 1-й виконт Фалмоут с 1674, 1-й герцог Нортумберленд с 1683, незаконнорождённый сын короля Карла II[14]

### Граф Нортумберленд, 6-я креация (1749)
- 1749—1750: Элджернон Сеймур (11 ноября 1684 — 7 февраля 1750), 1-й барон Перси с 1722, 7-й герцог Сомерсет, 7-й граф Хартфорд, 7-й барон Бошамп из Хатча, 5-й барон Сеймур из Троубриджа с 1748, 1-й граф Нортумберленд, 1-й граф Эгремон и 1-й барон Уоркуорт с 1749, внук 5/11-го графа Нортумберленда[15]
- 1750—1786: Хью Перси (Смитсон) (ок. 1714 — 6 июня 1786), 4-й баронет Смитсон из Стэнвика с 1733, 2-й граф Нортумберленд с 1750, 1-й герцог Нортумберленд, 2-й барон Уоркуорт с 1766, 1-й барон Лувейн с 1784, зять предыдущего[16]
- 1786—1817: Хью Перси (14 августа 1742 — 10 июля 1817), 3-й барон Перси с 1776, 2-й герцог Нортумберленд, 3-й граф Нортумберленд, 3-й барон Уоркуорт и 5-й баронет Смитсон из Стэнвика с 1786, генерал, сын предыдущего[17]
- 1817—1847: Хью Перси (20 апреля 1795 — 11 февраля 1847), 3-й герцог Нортумберленд, 4-й граф Нортумберленд, 4-й барон Перси, 4-й барон Уоркуорт и 6-й баронет Смитсон из Стэнвика с 1817, сын предыдущего[18]
- 1847—1865: Элджернон Перси (15 декабря 1797 — 12 февраля 1865), 1-й барон Прудое с 1816, 4-й герцог Нортумберленд, 5-й граф Нортумберленд, 5-й барон Перси, 5-й барон Уоркуорт и 7-й баронет Смитсон из Стэнвика с 1847, брат предыдущего[19]
- 1865—1867: Джордж Перси (22 июня 1778 — 22 августа 1867), 2-й граф Беверли и 3-й барон Лувейн с 1830, 5-й герцог Нортумберленд, 6-й граф Нортумберленд, 6-й барон Уоркуорт и 8-й баронет Смитсон из Стэнвика с 1865, двоюродный брат предыдущего[20]
- 1867—1899: Элджернон Джордж Перси (2 мая 1810 — 2 января 1899), 6-й герцог Нортумберленд, 7-й граф Нортумберленд, 3-й граф Беверли, 4-й барон Лувейн, 7-й барон Уоркуорт и 9-й баронет Смитсон из Стэнвика с 1867, сын предыдущего[21]
- 1899—1918: Генри Джордж Перси (29 мая 1846 — 14 мая 1918), 7-й герцог Нортумберленд, 8-й граф Нортумберленд, 4-й граф Беверли, 5-й барон Лувейн, 8-й барон Уоркуорт и 10-й баронет Смитсон из Стэнвика с 1899, сын предыдущего[22]
- 1918—1930: Ален Иэн Перси (17 апреля 1880 — 23 августа 1930), 8-й герцог Нортумберленд, 9-й граф Нортумберленд, 5-й граф Беверли, 6-й барон Лувейн, 9-й барон Уоркуорт и 11-й баронет Смитсон из Стэнвика с 1918, сын предыдущего[23]
- 1930—1940: Генри Джордж Ален Перси (15 июля 1912 — 21 мая 1940), 9-й герцог Нортумберленд, 10-й граф Нортумберленд, 6-й граф Беверли, 7-й барон Лувейн, 10-й барон Уоркуорт и 12-й баронет Смитсон из Стэнвика с 1930, сын предыдущего[24]
- 1940—1988: Хью Элджернон Перси (6 апреля 1914 — 11 октября 1988), 10-й герцог Нортумберленд, 11-й граф Нортумберленд, 7-й граф Беверли, 8-й барон Лувейн, 11-й барон Уоркуорт и 13-й баронет Смитсон из Стэнвика с 1940, 9-й барон Перси с 1957, брат предыдущего[25]
- 1988—1995: Генри Ален Уолтер Ричард Перси (1 июля 1953 — 31 октября 1995), 11-й герцог Нортумберленд, 12-й граф Нортумберленд, 8-й граф Беверли, 9-й барон Лувейн, 12-й барон Уоркуорт, 10-й барон Перси и 14-й баронет Смитсон из Стэнвика с 1988, сын предыдущего[26]
- с 1995: Ральф Джордж Элджернон Перси (род. 16 ноября 1956), 12-й герцог Нортумберленд, 13-й граф Нортумберленд, 9-й граф Беверли, 10-й барон Лувейн, 13-й барон Уоркуорт, 11-й барон Перси и 15-й баронет Смитсон из Стэнвика с 1995, брат предыдущего[27]